# Балканистика
Балканистика (реже балканология) — комплексная междисциплинарная гуманитарная дисциплина, изучающая историю, этнографию, географию, языки и культуру народов, населяющих Балканский полуостров. У истоков дисциплины стояли Павел Ровинский, Константин Иречек и Йован Цвийич.
Целью балканистики является поиск общих черт в культурах различных народов.
В 1947 году был основан Институт славяноведения РАН, занимающийся проблемами балканистики.
В 1964 году в Болгарии учрежден Институт балканистики БАН, в 1966 году в городе София состоялся Первый международный конгресс по балканистике.

## Суб-дисциплины
- Албанистика
- Болгаристика
- Кроатистика
- Македонистика
- Сербистика
- Эллинистика
- Румынистика

## Балканисты
- Категория:Балканисты

## Ведущие российские научные центры
- Институт лингвистических исследований РАН
- Филологический факультет СПбГУ
- Институт истории СПбГУ